# Just for Laughs Gags
Just for Laughs Gags è un programma televisivo d'intrattenimento canadese prodotto dal festival di Montréal Just for Laughs. È basato sulla trasmissione statunitense Candid Camera.

## Descrizione
Just for Laughs Gags nasce ufficialmente il 26 dicembre 2000. Inizia ad essere trasmessa in Canada dalla rete televisiva Canal D., e successivamente da TVA, CBC e The Comedy Network in Canada. Nel Regno Unito è trasmessa da BBC1, in Francia da TF1, mentre negli Stati Uniti da ABC e Telemundo. In Italia è trasmesso dalla rete televisiva K2 e Deejay TV e dal 2019 su Rai 4 e Nickelodeon.
Il programma è basato sull'idea di osservare con una telecamera nascosta il comportamento e soprattutto le reazioni delle persone di fronte a situazioni surreali, create ad arte da attori professionisti. Benché certe situazioni includano brevi dialoghi, per la maggior parte gli scherzi sono muti. Tutte le situazioni comprendono una musica di sottofondo accompagnata dalle risate. La maggior parte degli sketch sono girati a Québec, Montréal e Vancouver, mentre alcuni sono stati realizzati anche in Messico.
Nel corso degli anni sono state realizzate anche una versione britannica ed un'altra asiatica, girate rispettivamente nel Regno Unito e a Singapore. Nel 2011 è stato ideato uno spin-off, Just Kidding, che prevede scherzi realizzati esclusivamente da bambini.

## Cast
Gli sketch sono realizzati da un gruppo ricorrente di attori:
- Dany Many
- Denis Levasseur
- Denise Jacques
- Jacques Drolet
- Ludovico Bikbomico
- Jean Provencher
- Marie-Ève Larivière
- Marie Pierre Bouchard
- Nadja David
- Pascal Babin
- Philippe Bond
- Richard Leboeuf
- Marie-Andrée Poulin